# 金色のガッシュ!!
『金色のガッシュ!!』（こんじきのガッシュ!!）は、雷句誠による日本の漫画。『週刊少年サンデー』（小学館）において、2001年6号から2008年新年4・5合併号（2007年の最終号）まで連載された。略称は「ガッシュ」「ガッシュベル」。単行本は全33巻。各話数はそれぞれ「Level.○○」という通し番号になっている。第48回（2002年度）小学館漫画賞受賞作品。全323話。2017年3月時点で電子版を含めたシリーズ累計発行部数は2380万部を記録している。
2003年からは『金色のガッシュベル!!』（こんじきのガッシュベル!!）の名で東映アニメーション製作でテレビアニメ化された。また、このタイトルで、小学館の小学生雑誌『月刊コロコロコミック』でも漫画が連載されていた（後述）。さらに、小学館の少女漫画雑誌『ちゃお』や学年誌でも、このタイトルで4コマ漫画版が連載されていたことがある。トレーディングカードゲームやコンピュータゲームも発売された。
2011年3月9日から講談社から講談社漫画文庫として発売。全16巻。さらに同年『別冊少年マガジン』4号にて新作の読み切りが掲載された。
2021年9月6日からは、原作の連載20周年を記念した企画として、各電子書籍サイトにて「金色のガッシュ!!20周年ありがとうなのだ!ブック」が無料配信された。
2022年3月14日からは、続編となる『金色のガッシュ!!2』が各電子書店にて配信される。

## あらすじ

### 本編：金色のガッシュ!!
モチノキ第二中学校の中学2年生・高嶺清麿は、MIT（マサチューセッツ工科大学）の論文さえもたやすく理解するほどの頭脳の持ち主だが、周囲からの嫉妬が原因でクラスに馴染めず、不登校を繰り返す鬱屈した日々を送っていた。
そんなある日、清麿のもとに謎の少年・ガッシュ・ベルが現れた。彼はイギリスで清麿の父・清太郎に助けられ、恩返しとして日本までやってきた。ガッシュは過去の記憶を失っており、唯一の所持品は謎の言語で記された赤い本だけだった。本に記された呪文を読むと電撃を発する力を持つガッシュを危険視する清麿だが、協力して銀行強盗を撃退したことで打ち解ける。このことを切っ掛けに清磨とクラスメートの関係も改善されるなど、ガッシュの来訪によって清麿の生活は変わり始めた。
やがて清麿とガッシュの前に、ガッシュの赤い本と似た本を携えた敵が次々と現れる。実はガッシュは、千年に一度行われる魔界の王を決める戦いに参加させられた100人の魔物の子の1人だった。戦いが激化する中、ガッシュは、戦いを強要されていた魔物の少女・コルルとの出会いを機に、「やさしい王様」になることを決意。清麿とともに、王の座を目指していく。

### 続編：金色のガッシュ!!2
魔界の王となったガッシュが統治する魔界は、正体不明の存在からの攻撃を受け存亡の危機を迎えていた。魔物たちはほとんどの術を奪われ、かつての戦いでガッシュの友となった魔物も次々と犠牲となる。
侵略者・ワイグ、ギルから必死の逃亡を続けていた魔物の少女・ゼリィと弟のオルモ。ガッシュの部下ジギー、ミッピ。ジギーはガッシュから預かっていた清磨の似顔絵をゼリィに託し、自らの命を賭して3人を人間界へ転送する。
ゼリィたちは前回の戦いから15年後の人間界・エジプトへ転送され、名前と似顔絵のみを頼りにして清磨を探すが人間たちの態度は冷たく、さらに彼女たちを追ってきたワイグ、ギルにも発見され窮地に追い込まれる。しかしそこに、考古学研究の助手を務める女性・ザハラが現れゼリィを助け出す。そしてザハラにゼリィへ会わせるように指示した人間こそ、大人へと成長した清麿だった。

## 構成

### 本編
邂逅（かいこう）編
ガッシュと清麿の2人が様々な魔物の子と出会い、時には友達になったり辛い別れを経験しながら、「やさしい王様」という目標を目指して成長していく様子を描く。清麿たちの日常と魔物との戦いが、交互に描かれている。基本的な術や、最後までガッシュの切り札として活躍する「バオウ・ザケルガ」が登場し、初黒星となったバリーとの戦いまでが描かれている他、魔物の数が40体を切っている。
石版編
バリー戦の敗北から数日後、清麿の前にナゾナゾ博士と名乗る怪しい老人が現れる。彼に勝利したガッシュと清麿は、本と魔物についてのいくつかの知識と悪しき者が力を集めているという情報を得る。その後、ロードと呼ばれる謎の魔物が石にされた千年前の魔物を復活させ、その力を操るために人間を洗脳・道具として扱っていることを知る。怒りに燃えるガッシュと清麿は、同じ目的の仲間たちとともにロード打倒に向かう。しかし、ロードこそブラゴのパートナーであるシェリーの親友ココを操っている魔物・ゾフィスであった。
石版編までの戦闘は主に清麿が効果的な指示を出すことで、実力が高い魔物に勝利するパターンが多く用いられていた。
ファウード編
ガッシュと清麿は、魔物・コーラルQから魔物ではあるが魔物ではありえないものの存在を聞かされる。まもなく人間界では「魔界の巨大建造物」が発見され、魔物・アースにより、建造物がファウードと呼ばれる魔界の脅威の一つであることが明らかになる。ファウードの正体を探り始めたガッシュたちは、リオウという魔物がガッシュの仲間のウォンレイを始めとする強力な魔物を招集し、ファウードに掛けられた封印を解こうとしていることを知る。そこでガッシュたちはファウードの封印を解いた上で魔界に帰し、世界とリオウの呪いに侵された仲間の両方を救うという困難な道を選択するが、戦いの中で清麿は瀕死のダメージを負い、ファウードはゼオンによって強奪されてしまう。強力な敵の前に仲間たちが次々と敗れていく中、ガッシュは、「答えを出す者（アンサー・トーカー）」の能力を得て復活した清麿と目覚めた自身の本来の力でゼオンとの直接対決に臨む。
本作品の最大の長編であり、ガッシュとゼオンの関係や魔界王家と「バオウ・ザケルガ」にまつわる関係性が明かされる。
石版編までのように戦術を重視する戦闘はあまりなく、魔物本来の実力を中心とした戦闘が増えた。また、ウォンレイ、テッド、アース、モモン、リーヤ、カルディオ、チェリッシュ、バリーと仲間の出入りが激しいシリーズでもある。
クリア・ノート編
清麿は3年生に進級した。王の戦いも終盤になってさらなる強敵が現れることを予期した矢先、ガッシュと清麿の前に「竜族の神童」であるアシュロンが現れ、「王の特権」（後述）を用いて魔界を滅ぼそうとしている魔物の存在を2人に伝える。圧倒的な個人の能力と強力なパートナーを持つ「魔界を滅ぼす魔物」クリア・ノートとの最初の戦いは、アシュロンの力でダメージを与えて撃退に成功し、クリアは10か月後の再戦を告げて去った。ガッシュと仲間たちはこの猶予期間中に修行を行い、パワーアップする。回復したクリアに対し、ティオやウマゴンの犠牲、これまでに出会って友達となった魔物たちの協力を得て、ガッシュは最後の決戦に挑む。

### 外伝『友』
王としての仕事に忙殺されるガッシュ。立場故過度に気を使う周囲、放課後も遊べない、バルカンも魔界にあるものでは上手く作れないという踏んだり蹴ったりの状態で、ガッシュは新たな友を探す旅に出る。

### 金色のガッシュ!!2
あれから15年。2つの世界を窮地に追いやったクリアを撃破し、世界は平穏を迎えたかに思えた。しかし今、魔界は再び崩壊の危機に瀕していた。謎の敵に次々と術を奪われる魔物たち。テッドが、チェリッシュが、レインが倒れ、そしてガッシュも。辛うじて生き延びた孤児院出身の魔物・ゼリィはガッシュに謎の似顔絵と「清麿を頼れ」という言葉を託され、数名の魔物を連れて今一度人間界への扉を開く。だが、敵も人間界まで追ったためゼリィたちがまた逃走せざるを得ないが、そんな逃走中にもゼリィたちがようやく清麿と会えた。

## 魔界の王を決める戦い
千年に一度、魔界の王を決めるために人間界で行われる戦い。魔界の有力者たちに選ばれた100人の魔物の子供たちが、魔物の本（後述）とともに人間界に送り込まれる。主催者や魔物の本の製作者は解明されておらず、一説には「神の試練」とも呼ばれているという。

### ルール
俗に言うバトルロイヤルであり、魔物たちは魔界の王を目指して最後の1人になるまで戦い合う。
魔物は自分の本と波長のあった人間（「パートナー」や「本の持ち主」とも呼ぶ）が、本に心の力を込めて呪文を読むことでしか「術」を使用できない。そのため、魔物の本は最重要アイテムであり、王になる上で魔物は本を守り、本を読めるパートナーを探し出して戦いに協力を求めることが最重要作業となる。
脱落の判断は基本的に魔物の本で判断され、魔物の本が燃えたり燃やされた場合、王になる権利が剥奪され、魔界に強制送還されるが、魔物やパートナーが自分の本を自分で燃やして棄権することはできず、逆に言えば自身の術で直接本を燃やして自滅することはない。
また、本を燃やす以外にも、魔物が死ぬと脱落したと判断されるようだが、最終的に明確に死を描かれた魔物がいないため、魔物が死ぬとどうなるかは不明。
また、本を読める人間が死亡した場合はどうなるか、作中でいくつかの意見が描かれている。
- パートナーが死ぬということは本を読める人間がいなくなり、魔物だけで戦うことになる（実際、術なしでも身体能力だけで高い戦闘力を持つ者もいる）。
- パートナーが死んでも魔物と本が残るということは、新たに本を読める人間が出現するのではないか。

このことについて読者から質問があったが、雷句は返答せず、結局作中では不明のままであった。
前回の王を決める戦いでは、ゴーレンによって多くの魔物が生きたまま本とともに石化させられていた。本自体も燃えていなかったが、その後の描写を見ると脱落と見なされ、戦いは滞りなく終了した模様。しかし、前回の戦いのパートナーだった者の子孫がゾフィスによる精神的な操作を必要としたとはいえ、千年前の魔物の術を唱えられたことから、石化から解放されれば戦いに復帰することは可能だった様子。
魔物が残り10人となった時点で、魔界のすべての魔物（送還された敗者含む）は魂だけになり、残った魔物に「王の特権」が知らされる。最後の1人となった時点で、人間界の戦いで傷付いた物・自然・犠牲者はすべて何者かによって修復され、本を通じて王となった魔物への祝福とそのパートナーに対しての最後の選択（自分が望む財産を得るのと引き換えに魔物と過ごしてきた記憶を消す）などを行い、王となった魔物は魔界に転送される。
戦いの終了からおよそ1か月が経過すると、戦いに参加した魔物たちにはどこからともなく元パートナーに一度だけ送ることが可能なメッセージカードが送付される。

### 王の特権
最後に残った魔物＝次の魔界の王にのみ与えられる特権。「自分が残したい魔物だけの魔界を作れる」というもので、ゼオンは「もう1つの地獄」と称していた。具体的には王を決める魔物の戦いが残り10人になった時点で、魔界の全ての魔物は肉体を奪われて魂だけとなり、王が望んだ魔物のみ再び肉体を与えられる。王が望めば知らない魔物の情報も王の脳に送られ、その上で残したい魔物を選別可能。
なお、王が魔物に肉体を与える時はある程度の融通が利き、魂になった時点で肉体に負っていた損傷や切った髪の毛などを元通りにしたり、逆に傷跡をそのままにすることや別人のような肉体を与えることも可能だが、魔物自身が変化した状態のままが良いという明確な意思を持っていると、そちらが優先されることが「金色のガッシュ!!20周年ありがとうなのだ!ブック」のQ&Aコーナーで判明している。
なぜこのような特権が与えられるのか、詳細は不明。クリアは「様々な能力や思想を持つ魔物という種族が滅ばないための1つの手段」と解釈していた。戦いに参加する魔物が残り10体になった時点で権利の存在および内容について発表されるが、一部のエリート格の魔物は前々からこの権利を知っていた。千年前の戦いでもこの特権があったと考えられるが、詳細は不明。
他にも、王として他の魔物の寿命を1000年以上に延ばすことができるようになる。

## 専門用語

### 種族・役目
人間
「人間界」の主を占める種族。
千年に一度、王を選ぶために送り込まれる100人の魔物の相棒となる者がおり、それらは「パートナー」と呼ばれる。
パートナー
「本を読める人間」や「本の持ち主」とも呼ばれる。その呼び名の通り、魔物の本に書かれた呪文を読んで術を起こして魔物の助けとなる人物の総称。
パートナーが死んだらどうなるかは不明だが、清麿は「パートナーが死んでもまた新たにパートナーが現れる」と推測している。また、魔物のみで戦うことになる場合がある描写がある。
「本を読む素養を持つ人間」ではなく「1冊に対応した人間」であり、本を読めるのは本の波調と心の波調があった者のみ（劇場版では「魔物と心の形が一致する人間」が本を読めると語られている）。「対応した本に触れながら感情を込めて呪文を音読する」ことで、術を発動することが可能。
また、千年前のパートナーの子孫は千年前のパートナーと同じ一族の場合は心の形も似ており、本を読むことができる模様。
作中に登場したパートナーは老若男女様々であり、ヴィノーのような赤ん坊もパートナーとして選ばれている。
魔物
「魔界」という異世界に住む種族。
多種多様な能力と容姿をした種族の総称であり、人間に近い外見をした種族もあればかけ離れた姿の種族もある（かけ離れていても、人間界に存在する動物に似た種族もある）。
千年に一度、王を決めるために選出された100人の魔物が「人間界」に送り込まれる。学校は3歳から通う。種族により寿命が大まかに決まっており、だいたい100年、500年、700年の寿命が多い。それに伴い成長速度も種族によって違う。
100人の魔物の子
魔界の王を決める戦いに選ばれた少年少女たちで、4歳〜17歳の範囲で選ばれている。
審査基準は不明だが、最終審査は魔界第七小学校の校長が魔物の合否を決め、判を押している。
自分に対応した本を持って「人間界」に送り込まれ、パートナーとともに戦い、他の本を燃やすことを目的としている。自分に対応した本の力で「人間界」に留まっているため、それを燃やされると王になる権利が剥奪され、魔界に送還される。
千年前の魔物に比べて容姿は人間に近い者が多く、そうでない者も「人間界」に存在する動物らとして誤魔化せる姿、あるいは変身といった人の目を免れる手段を持つ者が選出されている。
なお、ゼオンの回想から選抜には魔界の世論が反映されているらしいが、ゴームのような天涯孤独な存在もいる。怪我を負った際、軽い怪我なら一日経つと治るなど回復能力が高い。
なお、人型の魔物で男性の場合、両目の下から下顎にかけて線が走っている場合がある（魔物によって本数に違いがあり、この特徴が何のために存在するのかは不明）。また、顔の線を消すなどして完全に人間の姿に変化できるエシュロスの場合は、この線を起点に顔に模様が生じていた。
動物型の魔物ではレインは完全な人間の姿、アシュロンも力を抑えることで人間に近い姿になることが可能。
ペアでは同性（ガッシュと清麿、ティオと恵など）や男性の魔物と女性のパートナー（ブラゴとシェリー、ウォンレイとリィエンなど）が多く、女性の魔物と男性のパートナー（パティとウルル、バランシャとガルザなど）がやや少ない。
千年前の魔物
石版編に登場する、前回の「魔王を決める戦い」に参加していた魔物。ゾフィスが研究の末に現代に復活させ、自らの配下としていた。
相手を石化させる術を持つ魔物・ゴーレンによって石版に封じられ、千年に渡って完全に身動きを封じられていた約40体の魔物。
石版にされた後も意識はあり、視覚など一部の感覚も機能していたらしく、それぞれ様々な苦痛を味わった様子。多くは異常な憎悪と凶暴性を抱いており、非常に攻撃的（アルム登場まで言葉を話すものは登場しなかった）。その多くが人間とかけ離れた異形の姿であり、パティいわく体は現代の魔物より比較的頑丈らしい。全員がガッシュやブラゴたちによって魔界に送還され、最終回での様子を見る限り、戦いが終わった後は魔界の学校に引き取られて平和に暮らしている模様。
なお、この時の戦いで最後まで生き残り王になった魔物が、ガッシュとゼオンの父親であるダウワン・ベルである。
体内魔物
ファウードの免疫細胞として機能する魔物たちの総称。人工的に造られた魔物であるため、厳密にいえば魔物ではない。
すべてがファウードの維持・保護を使命とし、またファウードの主の命令に従って行動する。

### 魔物の一族
王族
現在の魔界を統べる一族。姓は「ベル」。判明しているのは前回の魔物の王・ダウワン、王妃、ゼオン＆ガッシュのみ。
全員が強力な雷系統の呪文を操り、特に王の「バオウ」はファウードに並ぶ魔界の脅威とまで言われるほどの力を持つ。
作中でクリアから「雷のベル」と呼ばれていることからも雷を操る魔物の一族なのがわかる。
ファウードを管理する一族
遥か古代に封じられたファウードを監視し、復活しないように守り続ける部族。作中ではリオウがこれに当たり、アニメ版のリオウはこの一族でありその代表でもある。
総じて獅子を人型にしたような姿にケンタウロスのような下半身をしているのが特徴。また、長い年月の間に使命感は衰退したらしく、今回の魔王を決める戦いに一族の代表として参加したリオウを勝たせるため、封印し続けなければならないはずのファウードを人間界に送って復活させた。
ファウードを封印した一族
古代にファウードを封印した一族であり、アニメ版でアースはこの一族の代表となっている。
法律を管理する一族
魔界における法律を遵守し、またそれに違反する者を裁く部族。アースはこの一族の代表。
法を守るという役目柄、魔王による統治からある程度外れているらしい。治安維持のために現存する最大級の災厄であるファウードと、「バオウ」の存在を知らされている。
竜族
巨大な竜の姿をした種族。作中ではアシュロンとエルザドルがこれに当たる。
馬族
馬の姿をした種族。作中ではウマゴンとその両親がこれに当たる。
小人族
魔界一美味いという北麦のビールを作っている種族。
雷獣
劇場版『101番目の魔物』に登場。巨大な竜の姿をしている。
マダラグメ蛇
四つの目とマダラ模様が特徴の毒蛇。毒は強力であり、数時間内に解毒剤を撃たないと死んでしまう。ウマゴンが2歳のころ、ウマゴンパパが蛇に噛まれたが、ガッシュたちの活躍で一命を取りとめている。

### 能力・エネルギー
術・呪文
魔物が発生させる、通常の物理法則では説明できない現象やエネルギーとそれを発生させるための言葉。「魔法」とも呼ばれる。魔界では魔物自身の魔力だけで出せる（魔物自身が呪文を唱えて発動させる。本は不要）が、人間界において使うにはパートナーの心の力が必要不可欠であり、人間界においては「パートナーが自らに対応した本の読める文章（呪文）を感情を込めて朗読することで、本を介してパートナーの心の力が魔力に変換されて魔物が放つ能力」の総称。主に術は魔物が放つ現象やエネルギー、呪文は本に現れる文章の方を指すことが多い。
術の属性は雷・聖・強化・重力・格闘・機械・氷・植物・風・大地・光・鋼・操り・音・爆発・息・水・炎・エネルギー・怨霊・砂などがある。また作中での描写から、基本的に1つの術が発動している間は他の術を使うことは不可能である（肉体強化系のみ、後から唱えた呪文が上書きされる）。
術を発動させるための呪文は本に現われる物だが、本に記された呪文から術が生じるのではなく、魔物が力や精神を成長させたり強い想いを抱いた時、眠っていた魔物の力が術として現れそれを発現させるための呪文が本に記されるというもの。
術は魔物の持つ素質や心の在り様によって生まれるため、大きな心境の変化でもなければその魔物の持つ術の効果はどこか似通った性質を持つことが多い。大概が何が目覚め、何が成長したのか把握できないためその効果はほぼ予測不可能。
術の威力は、術によりあらかじめ決まっている威力・込める心の力・魔物本人の力により決定される。魔物本人の力は術に対応した「呪文」がどれだけの文字を使って現われているかである程度計ることが可能。費やされる部分が多いほど威力が強い。一度発現した呪文に費やされる分量が後に変動することもあるがそれは非常に稀な例で、作中ではリオウ戦後のガッシュにのみ見られた。
呪文にはある一定の文法法則があり、作中では主に以下の法則が示されている（一部、例外もある）。
- ゴウ、ギガノ、～オウ、ディオガ、シン - 威力系。
- ラージア、テオ〜、バーガス - 範囲系。
- 〜ルド、〜シル、アーガス - 防御系。
- 〜ガ、ドル～、ガル～ - 貫通、回転系。
- ガンズ、〜セン - 連発、弾丸系。
- 〜ルク - 肉体関与系。
- オル - 追尾、誘導系。

魔物が元々持つ能力
魔物は種族によって様々な身体的特徴があり、中には特殊能力と呼ぶに値する強力なものもある。これはそれらの総称。魔物の体質による先天的なもの、学習や特訓によって体得できる能力など。
「魔力の感知」が主な例で元々鋭い魔物もいるが、訓練によって鍛えられるためか保有者は多い。中には魔物自身の魔力を用いて発生させる術に近い物もあるが、こちらは呪文を唱える必要は無く、心の力を消費することも無いので区別が可能。
心の力
パートナーが魔物に術を発動させるにあたり消費するエネルギー。
作中では感情と称されることも多く、文字通り精神的な力であり本はこれを変換して魔物の術のエネルギー源とする（春彦曰く10回呪文を唱えられれば結構撃てた方であるという）。いわゆる精神力のようなもので消耗するほどに強い感情が薄れ、一つの精神的観念を維持できなくなる。精神を集中する、もしくは後述の「月の石」など外因によって回復できる。
魔力
魔物たちが持つエネルギー。詳細は不明。
魔物たちの身体に流れており、魔物のイマジネーションで強弱や流れをコントロールができる。魔物の術を構成するエネルギーでもあるが、王を決める戦いにおいて魔物単体で術にこの力を使うことはできない。
使えば使うほど溜まる力
「バオウ・ザケルガ」を発動するのに必要なエネルギー。詳細不明。
心の力を消耗するほどに溜まる謎のエネルギーであり、ある程度溜まると「バオウ・ザケルガ」を使える。アポロはこれをテンションが増大する度に芽生える「ファイト」のようなものと例えていた。ゼオン戦後の「バオウ」は、このエネルギーを使う必要が無くなった。
答えを出す者（アンサー・トーカー）
どんな状況・疑問・謎でも瞬時に「答え」を出せる能力。戦闘中ならばどのようにしたら相手に攻撃を当てられるか、どのようにしたら相手の攻撃をよけられるかなどの「答え」が出せる。
ただし、出せる「答え」には状況や実力にもよるが限界はあり、例えば本人を見ないで予想として答えを出す場合は完全には正解が出せず、またあらゆる手段を用いても状況が打破できない場合は「答え」が出ない。
能力には優劣があり、「答えを出す者」の能力を持つ者同士が戦った場合は、相手より優れた「答え」を出せる方が勝つ。清麿とデュフォーがこの能力を持ち、清麿は後天的なものだが、デュフォーは誕生時から持っている。
発動中は必ず円が何層にも重なったような形状の目に変わる。「答えを出す者」の能力者でないにもかかわらずナゾナゾ博士やエリーの目がこの目に変化している描写もあることから、円が何層にも重なった目＝「答えを出す者」の能力者であるとは限らない。
超能力
ナゾナゾ博士の配下であるMJ12のビッグ・ボイン以外が持つ能力。ただし実戦には全く役に立たなかった。
アニメ版のデュフォーもこう称される能力を持ち、テレパシーと念力が確認されている。

### 道具
本
「人間界」に送られてくる魔物の子供たちが一冊ずつ持たされる魔界の道具。「魔界の王を決める戦い」の運営の要であり、重要なキーアイテム。これが燃やされた場合、持ち主の魔物は王になる権利を剥奪され魔界へ強制送還される。一冊ずつ全て色が異なり（同じ経験者あり）、本の色は基本的に変わることは無いがガッシュは一時的に本の色が赤から金色に変わったことがある他、劇場版では全ての呪文を失った本は白くなる。アニメ版およびそれをモチーフとしたTCG「金色のガッシュベル!! THE CARD BATTLE」では「魔本」と呼ばれる。
本には文字が記されているが、この文字は魔界の言語というわけでなく、通常の方法で解読することはできない。この文字の大部分は青くなっているが特定の条件（魔物の術の目覚めや戦いの進行状況の告知など）が満たされると部分的に本の色に光り、対応するパートナーの人間は色が変わった部分の文字を読めずとも何が書かれているかを「理解」することができる。
一度本に付いた火は水に漬けても消すことはできない。また、本は純粋な火や熱が無くとも魔物の術により本が切られたり消滅して「破損」した場合は自然に発火することが作中で確認できる。ただし、作中において術に潰された場合は発火しなかったため、何らかの基準がある模様（「変形」は「破損」に含まれない？）。本はさらに攻撃を加えるなどにより焼失が加速し、魔物もその分早く送還される。逆に言えば、完全に本が消滅しない限り限定的に魔物は人間界に止まっており同時に呪文も使用できるため、ガッシュの仲間となった魔物が最後の足掻きとして消滅前に奮闘した場面が多々見られる。
様々な機能を有しているが、その原理は一切が不明。何らかの機能が発動すると発光して反応する。
作中では以下の機能を有していることが確認されている。
- 魔物を「人間界」に留める。また、人間界と魔界にある種の繋がりを作る。
- 対応するパートナーの接近を感知し発光する。
- パートナーの心の力を魔物が術を放つための魔力に変換する。
- 魔物の力や精神が成長を遂げた際に生まれた術に応じて、術に対応した部分の文字の色が変わり、呪文として読めるようになる。
- 他の魔物やそのパートナーと出会いやすくなる。
- 人間界に留まる魔物が30人減るごとに、対応する文字の色が変わり残りの魔物の数を告知する（アニメ版ではこの場面がカットされている）。魔物が残り10人になった時は王になった時の特権も伝えられ、本に触れることで残った魔物とそのパートナーに現在の魔界の状況を見せることができる。
- 魔界にいる魔物の意思によってはその魂が憑依することがあり、憑依された本の持ち主は自らの心の力を消費することなく憑依した魔物の呪文を発動することができる。戦いに参加している魔物でも、思いがあれば力のみを送ることが可能である。ガッシュはこの能力を駆使してクリアを撃破した。
- アニメ版ではロップスとアポロの出会いの時に、第一の術のページに魔物の名前が書いてあることが確認できる。しかし、原作ではジェデュンの名前をパートナーのルンが他の魔物に聞くまで知らなかったり、アニメ版でもウマゴンの本名をパートナーのサンビームが知らないため、曖昧なアニメオリジナルの設定である。
- アニメ版のみ、魔物が戦闘不能に陥るほどの大ダメージを負うと術や火が本に触れていないのにひとりでに本が燃え出すような演出があった。

また、最終勝者であるガッシュの「赤い本」は、戦いの決着が付くと同時に清麿の元から消えたが、番外編においてガッシュの危機に際し再び彼の前に現れている（そしてガッシュが危機を乗り切るとまたどこかへと去って行った）。
完全版16巻のオマケのページ「GASH CAFE」にて、実は明確な意思を持っており、喋ることはできないが、文字を表示して対話をしている。飲食も可能。定期的に地球と魔界を繋ぐ「リスク」を犯しているため、いずれ罰を受けるだろうと表示している。
続編にあたる『2』では、魔界の書庫らしき場所に保管されていたらしいが、魔界を侵攻して魔物たちの術を奪った敵対勢力によって、全て「復活のできない業火」で二度と蘇らないよう焼き尽くされてしまう。しかし、エジプトのとある遺跡内に魔物らしきミイラと共に魔本とよく似た石のモニュメントが隠されており、「命を封じた一枚」に共鳴することで従来の魔本と同じものに変化する。
- 作中では、清麿がゼリィから託された自身の似顔絵が描かれたガッシュの赤い本のページと石の魔本を一体化させることでガッシュの本を取り戻した。その後、清麿の手によって最初に復活したガッシュの本のページを一枚破り、それを一体化させて次の魔本を復活させ、同じことを復活した本で順番に繰り返した結果、数十冊もの本を復活させることに成功した。
- 復活した本は本の色もページも白色で、復活後は人間界に来ている魔物およびそのパートナーを探してか、どこかへ飛び去っていった。

白い魔本
劇場版『101番目の魔物』に登場したオリジナルの魔本。元々黒騎士の所有する本だったが、ワイズマンが盗み人間界に持ち出す。基本的なルールはガッシュら人間界での戦いの参加者の魔本と同じであるが、「暴走した魔物の沈静化」を目的とするこの本は相手が使用した術を吸収する能力を持っている。燃えると吸収された術は元の所有者に戻る。また、魔本の効果以外にも、所有者の意思（劇場版ではコトハに対するお告げとして現れた）を魔本に反映させることが可能。
魔物が持つ道具
魔物たちが所持し、用いる道具の総称。そのほとんどが「人間界」の技術では解明不能な物質で造られ、異能を起こす。
大きく分けて「魔物の肉体の一部」と「魔界の技術で造られた道具」の二種類が存在している。前者は所有者の肉体の一部であるため、壊れても時間が経てば修復され、また操作性が高い。後者は所有者とは別個に生じた生粋の「器具」であり、修復には修復機能を有した装置を備える必要があり、操作にもある程度の鍛錬が必要となる。
魔法のマント
ガッシュとゼオンが普段から着ているマント。外見は色違いで、機能は同じ。高価な魔法の布で作られており、魔物が持つ道具では後者に該当する。魔力を使うことで着た者の意のままに動かしたり伸び縮みさせることが可能で、訓練次第で攻撃・防御に応用したり瞬間移動や空を飛ぶことができる。胸元に付いているブローチが付いていれば、破れても時間と共に修復される。ティオの服にも同じようなブローチが付いている。
月の光
照明に特殊なフィルターを使うことで、石化された魔物を元に戻す呪文である「メドルウ」という呪文を再現した物。人間界に存在する月の光と成分が似ているため、便宜上「月の光」と呼ばれている。
後述の「月の石」が放つ光とも見た目は似ているが、実際にはこの2つの光は全く別の物である。ゾフィスは千年前の魔物を従わせるために2つの光が似ていることを利用して造反と石の破壊を防いでいた。
月の石
ゾフィスが発明した謎の結晶体。原理・材質共に不明だが、その光は浴びた魔物や人間の傷を癒し体力や心の力を回復させる。空気に触れることで徐々に力を失っていき、小さな欠片だとその速度は早まる。この光の見た目が前述の月の光と似ていることから「月の石」と呼ばれる。
ゾフィスの本拠地の遺跡には巨大な月の石が浮遊しており、配下の魔物やそのパートナーの回復の他、月の石の光がない限り再び石に戻ってしまうという幻覚を見せ、千年前の魔物たちの石化に対する恐怖心に付け込み従わせていた。
その真の力はゾフィスの「心を操る力」の増幅装置であり、これを介することによってゾフィスは40人余りの人間の心を常に操っていた。最終的にデモルト戦でパティの「スオウ・ギアクル」により月の石本体は破壊された。
ヴァルセーレの剣
アースが所持する、刀身が三角形の形をした両刃剣。触れた魔物の力を吸い取り蓄積する機能を持つ。また、アースの術のほとんどはこの剣を介して発動する。
ファウードの回復液
ファウードに内蔵された機関が生成する液体。これに浸ったり摂取したりすることで心の力や体力、怪我を癒すことができる。味は非常に不味いらしい。
魔法の紙
対象の物を隠す効力を持った紙。アースが所持していた。
雷の結晶
ゼオンの雷の結晶。「バルギルド・ザケルガ」を喰らった当事者の激痛を蘇らせる。これでゼオンはギャロンを介してチェリッシュを無理矢理ガッシュたちと戦わせた。ギャロンの腹部にしまってあったが、最終的にテッドの「ドラグノン・ディオナグル」によって砕かれた。
手紙
魔界の紙で作られたと思しきレターセットで、王を決める戦いの終了後に1ヶ月後ぐらいに参加者の下に現れる。魔界の文字で書かれても、読む側は心に直接伝わるように作られており、一度だけ人間界に送付することが可能。写真なども添付可能な様子。
魔鏡
アニメ版のみに登場する魔界の禁断具で、魔物の力を上げる効力がある。鏡の裏には天馬・女神・鬼のような怪物が彫られている。
グリサが魔界から勝手に持ち出すが人間界に来る時3つに割れてしまった。その後、ガッシュとニャルラトが持っていた欠片を集めて元通りになり、グリサをパワーアップさせたが、途中でひびが入り、割れて砕けてしまった。
王杖（ワンド）
「金色のガッシュ!! 外伝」に登場する魔界の王になった者が所持する杖。この杖を持っていれば自分から半径50m以内にいる魔物は術を使うことができず、王杖を持つ者のみが術を使える。アース曰く「王の身を守る絶対的な盾」。ただし、パートナーと放つ術は封じることはできない。
瓶
「2」に登場する道具。主に魔界を襲った侵略者たちが使用しており、原理こそは不明だが魔物から奪った術を封じ込めることができる。保管された術はその術の属性を象徴する紋章が瓶に浮かんでおり、敵はアタッシュケースなどに入れて持ち歩いている。
奪った術はその呪文を唱えることで発動する他、一つの瓶につき複数の術が封印されているものもある。しかし奪ったばかりで精製前のものは使用時に瓶の蓋を開ける必要があり、数回使うと使用不能となる。ただし、奪われた術を瓶から取り出し、奪われた術は瓶の中身を対応した魔本に近付ければ取り戻すことが可能。
さらに敵は「合力」という方法で術の力と合体・一体化することで大幅にパワーアップできる。使用時には該当の術の瓶を割り、中の術をかなり長い特殊な呪文詠唱で仲間と融合させることができるが、ほんのわずかな時間で命を落とすという甚大なリスクがある。

### その他
魔界の文字
魔界で使われている文字。文字は28種類あり、その中で部首として使われるのは16種類。人間界の漢字の仕組みと同じく、文字を縦や横に組み合わせることで別の意味が生まれる。
ファウード編では清麿はアースから魔界の文字を習い、1時間でマスターした。

## 舞台

### 魔界
魔物たちが暮らしている世界。巨大な建物や空に浮かぶ岩などがある。本やノートといった紙類は存在するが、お菓子の箱は存在しない。
王の城
魔界の王が住む城。数百メートルの高さがある。ガッシュはユノの家に住んでいたが、魔界の王になった後はこの城に住んでいる。格技館という練習場がある。
魔界の門
劇場版に登場。見た目は大きな穴が開いている大木だが、人間界の富士の樹海の洞窟と繋がっている。
黒騎士や人間界で王を決める戦いに参加している魔物とそのパートナーでないと開けることができない。人間界から来た場合、24時間以内に人間界に戻らないと本の力が消え、王を決める戦いで失格と見做されてしまう。
魔界第七小学校
ガッシュたちの通う小学校。数百メートルの高さがあり、階段を上って移動する。塔の真ん中は空洞になっており、紫色の球体が挟まっている。
主な生徒はガッシュ、ティオ、キャンチョメ、ウマゴン、コルル、パティ、ビョンコ、ベルギム・E・O。2つ上の学年にレイコム、ポッケリオ、ハイド、レイラ、パムーン、ゲリュオス、パラマキロン。学年は不明だが、劇場版「101番目の魔物」に登場したワイズマンも通っている。
ゴールデンハーベスト体育中学校
ウォンレイたちの通う中学校。中華風の門構えが特徴。
主な生徒はウォンレイ、ダニー、カマック。
王立図書館
数百メートルの高さがある図書館。
館内は幾つもの階段が存在し、「禁断の書庫」という部屋があり、その中にはファウードに関する本がある。
木
木にはケーキや卵焼きなどが生っており、食べることができる。ブリは球体の水の中で泳いでいる。
風車村
劇場版に登場。名前の通り、大きな風車が回っており、ツリーハウスになっている。周囲には花が咲いており、タンポポの綿毛が宙を舞っている。他の魔物は「ガッシュは風車村で母親と住んでいる」と語られているが、原作では「ガッシュは養母・ユノの家で育った」と語られているため、矛盾が生じている。
村の近くの川に石橋が架かっており、手すりにはガッシュが王を決める戦いの前に刻んだ誓いの言葉がある。
真実の泉
劇場版に登場。鬱蒼とした森の中にある泉。人間界の様子を見ることができる。
ゴミ捨て場
番外編に登場。魔界第七小学校の近くにある広いゴミ捨て場。ムームが住んでいる。

### 人間界
王を決める戦いで破壊されたが、ガッシュが王になったと同時に今まで破壊された山や建物などは修復された。ゲーム版では各地理・施設がステージとして登場している。
モチノキ町
清麿の住む町。
高嶺家
清麿の家（一軒家）。住所は「モチノキ町ヒノキ18－8」。父・清太郎がイギリスで仕事をしているため、現在は母・華と清麿の2人が暮らしており、ガッシュとウマゴンが居候している。2階の書斎には沢山の本がある。
清麿や華の計らいにより、アポロペア、テッドペア、ティオ、デュフォーが宿泊したことがある。
ブラゴ・ゴフレ戦、キャンチョメ戦が家の中で発生しており、前者はブラゴとゴフレの術で玄関と廊下が滅茶苦茶になった。
モチノキ第二中学校
清麿の通う中学校。制服は青色のブレザーであり、男子のネクタイには円形の装飾品がある。
個性的な教師・生徒がいる他、給食では豪華な料理が出ることもある。
甲虫銀行（かぶとむしぎんこう）
モチノキ町にある銀行。
ガッシュが清麿の家に着いた翌日に強盗（アニメではレイコムペア）が人質（鈴芽も巻き込まれた）を取って金を強奪しようとしたが、ガッシュたちの活躍によって阻止された。これがキッカケで清麿はクラスメイトたちと打ち解けるようになった。
川
モチノキ町に流れる川。名称は不明。レイコム戦とアース戦の舞台となった。
モチノキ町立総合病院
モチノキ町にある病院。
清麿はゴフレ・ブラゴ戦で重傷となり、数日間入院した。
モチノキ町立植物園
木山つくしが管理する植物園。入場料は大人200円、中学生100円。
ガッシュと出会う前の清麿は学校をサボってこの植物園で読書していた。清麿が学校に行くようになった後はガッシュも訪れており、「にょきまろ」と名付けた植物を育てている。スギナのパートナー・春彦も訪れている。
子ども公園
ガッシュたちがよく遊んでいる公園。ガッシュはここでよくナオミちゃんに虐められている。
モチノキ港
モチノキ町にある港。ロブノス戦やシェミラ像奪還の舞台となった。
BOUTIQUE SERIOLE（ブティック セリオール）
モチノキ森街駅前にある洋服屋。品揃えが豊富であり、綺麗なドレスがある。ティオペアやマリル王女が立ち寄っている。
SERIOLE（セリオール）とはフランス語でブリを意味する。
モチノキ遊園地
ガッシュとティオ、清麿と恵がデートした遊園地。「スーパーシャトル」や「ときめきジェットコースター」といった絶叫マシンがあるが、身長120cm以下の者は乗れない。プールエリアもある。
アニメ版では汽車やイルカショーもある。
モチノキデパート
モチノキ町にあるデパート。屋上ではヒーローショーが開催されることもある。
店長の悪事でインチキ商品が売り出される事件が起こったことがある。
モチノキ商店街
モチノキ町にある商店街。年に3回は福引きが行われ、4等はブリ一匹と豪華である。清麿のクラスメイト・山中と金子の家がある（金子は本屋）。
石版になったパムーンはモチノキ商店街の「田邉骨董品店」に置かれており、清麿が500円で購入した。
廃工場
モチノキ町の山の麓にある廃工場。現在は不良たちのたまり場になっている。
バリーペアがガッシュに決闘として指定した場所であり、工場内には不良たちがいたが、バリーに恐れて逃げたり、ガッシュたちの救助で全員脱出した。激闘の末、廃工場は全壊する寸前まで崩れた。
サンビームのアパート
サンビームが新しく引っ越したアパート。高嶺家から徒歩で5分かかる。
サンビームはデボロ遺跡での戦いを終えた後でこのアパートに越しており、クリア戦前にアフリカへ引っ越した。
恵のマンション
東京のマンション。恵が一人で暮らしており、ティオが居候している。
アニメ版では恵はマンションから学校や仕事場までマネージャーの車で移動している。
神楽坂女学院（かぐらざかじょがくいん）
恵の通う東京の女子校。制服は紺色のブレザーであり、ネクタイは青と緑の縞模様。
初等部から高等部まで存在している。
マリンスターpro
恵の所属する芸能事務所。着物を着た中年女性が社長を務めている。
イギリスの大学
清麿の父・清太郎が教授として勤めている大学。ゴーレンによって石版となったデモルトを管理室に保管していたが、ビョンコによって奪われた。
ホーバーク・キャッスル
イギリスのホーバーク・ヒルという村の外れに建つ古城。入り口前には花が咲いており、その花はバルトロが操るために栽培したものである。
清麿たちが来る半年前からバルトロとステングがこの城に住み着き、甲冑の騎士を操って村人たちから食料や金品を奪い、逆らう者を城に連れて閉じ込めた。バルトロで追い詰めたり、術で城を崩したが、ガッシュたちの活躍で捕らわれた人質は全員救助された。
妖精の森
イギリスにある森。正式名は不明。森の中にはリスや鹿、ヤギやチンパンジーなどが生息している。
清麿たちが来る半年前、謎の爆発事件が起こり、ダルタニアンが森の中をパトロールしていたが、彼が森の妖精のコスプレでパトロールしたため、目撃者から「妖精がいる」と噂され、いつしか「妖精の森」と呼ばれるようになった。
ガッシュは王を決める戦いで人間界に降り立った際、この森で過ごしていたが、ゼオンに襲われ、記憶を奪われたのが真実である（謎の爆発の正体はゼオンの「ザケル」）。
妖岩島（ようがんとう）
香港にある孤島。リィ・バクロン（リィエンの父）率いる香港マフィアが管理しており、財宝や武器が隠されている。島の中にはエレベーターやトラップが仕掛けられており、数十人ものマフィアたちが見張っている。
デボロ遺跡
南アメリカの山脈にある遺跡。ゾフィス率いる千年前の魔物の本拠地。千年前の魔物や洗脳されているパートナーを生かすため、遺跡内には水や食料がある。遺跡から数km離れた先には町があり、アポロのホテルがある。
ニュージーランド
リオウがファウードを移動した国。島から数十km先には深さが数十kmあるケルマデック海溝がある。
ロッキー山脈
北アメリカの山脈。クリアとの最終決戦となった地。クリアは術で半径数km内の岩山を破壊して平地にした。
ブリバーガー
アニメ版に登場するハンバーガーチェーン店。ブリを具にしたハンバーガーが売られており、ガッシュも好きである。
恵のスポンサーであり、「I♡MEGU」とプリントされたパーカーやTシャツ、恵の人形などのグッズがある。
呪山（のろいさん）
GBAソフト『魔界のブックマーク』に登場。ノロイ隊の本拠地がある。
武蔵島（むさしとう）
GBAソフト『魔界のブックマーク』に登場。島の形が戦艦「武蔵」に似ているというのが由来。『魔界のブックマーク』においてラスボスとの最終決戦の場所となった。
エジプト
続編である「2」で侵略者から逃げていたゼリィ・オルモ・ミッピがリオウの転移装置で飛ばされた国。清麿はエジプトのとある村で遺跡の発掘をするとともに孤児院を作って身寄りのない子供たちを引き取り、世話と教育をしていた。
遺跡
エジプトにある古代遺跡。正式名は不明。内部には魔物らしきミイラや魔本とよく似た石のモニュメントが安置されている。

### 異世界
アニメオリジナル。
狭間の世界
魔界と人間界の間に存在する世界。悪いことをした魔物が追放される流刑地。周囲は鉄の鉱石だらけあり、村や城が存在する。
この世界に追放された魔物は術が使えないため、鉄球や鉄屑を投げ飛ばして攻撃する（攻撃時は「〜もどき」と言う）。例外もあり、本を持つ魔物の場合、パートナーがいなくても魔物が本を持つことで術を発動することが可能。
空には魔界の入り口があり、2体の魔物の最強呪文を互いにぶつけ合うことで異世界から脱出して魔界や人間界に行くことができる。

## 編集者
- 1代目：畭俊之 - 第1話（2003年4月6日） - 第○話ごろ（200○年○月頃）
- 2代目：村上正直
- 3代目：袖崎友和
- 4代目：高島雅
- 5代目：不明
- 6代目：飯塚洋介 - 第○話ごろ（200○年○月ごろ） - 最終話（2006年3月26日）

## 書誌情報

### 単行本
- 雷句誠『金色のガッシュ!!』 小学館〈少年サンデーコミックス〉、全33巻
  1. 2001年6月15日初版第1刷発行（2001年5月18日発売）、ISBN 4-09-126231-7
  2. 2001年9月15日初版第1刷発行（2001年8月9日発売）、ISBN 4-09-126232-5
  3. 2001年11月15日初版第1刷発行（2001年10月18日発売）、ISBN 4-09-126233-3
  4. 2002年2月15日初版第1刷発行（2002年1月18日発売）、ISBN 4-09-126234-1
  5. 2002年5月15日初版第1刷発行（2002年4月18日発売）、ISBN 4-09-126235-X
  6. 2002年8月15日初版第1刷発行（2002年7月18日発売）、ISBN 4-09-126236-8
  7. 2002年11月15日初版第1刷発行（2002年10月18日発売）、ISBN 4-09-126237-6
  8. 2003年1月15日初版第1刷発行（2002年12月18日発売）、ISBN 4-09-126238-4
  9. 2003年4月15日初版第1刷発行（2003年3月18日発売）、ISBN 4-09-126239-2
  10. 2003年5月15日初版第1刷発行（2003年4月18日発売）、ISBN 4-09-126240-6
  11. 2003年7月15日初版第1刷発行（2003年6月18日発売）、ISBN 4-09-126451-4
  12. 2003年9月15日初版第1刷発行（2003年8月8日発売）、ISBN 4-09-126452-2
  13. 2003年12月15日初版第1刷発行（2003年11月15日発売）、ISBN 4-09-126453-0
  14. 2004年2月15日初版第1刷発行（2004年1月17日発売）、ISBN 4-09-126454-9
  15. 2004年4月15日初版第1刷発行（2004年3月18日発売）、ISBN 4-09-126455-7
  16. 2004年7月15日初版第1刷発行（2004年6月18日発売）、ISBN 4-09-126456-5
  17. 2004年9月15日初版第1刷発行（2004年8月5日発売）、ISBN 4-09-126457-3
    - ［特別版］白い魔本ブックカバー付、ISBN 4-09-159023-3

  18. 2004年12月15日初版第1刷発行（2004年11月18日発売）、ISBN 4-09-126458-1
  19. 2005年2月15日初版第1刷発行（2005年1月14日発売）、ISBN 4-09-126459-X
  20. 2005年4月15日初版第1刷発行（2005年3月18日発売）、ISBN 4-09-126460-3
  21. 2005年8月15日初版第1刷発行（2005年7月15日発売）、ISBN 4-09-127291-6
  22. 2005年9月15日初版第1刷発行（2005年8月5日発売）、ISBN 4-09-127292-4
  23. 2005年12月15日初版第1刷発行（2005年11月18日発売）、ISBN 4-09-127293-2
  24. 2006年4月15日初版第1刷発行（2006年3月17日発売）、ISBN 4-09-120124-5
  25. 2006年7月15日初版第1刷発行（2006年6月16日発売）、ISBN 4-09-120420-1
  26. 2006年10月15日初版第1刷発行（2006年9月15日発売）、ISBN 4-09-120590-9
  27. 2007年1月15日初版第1刷発行（2006年12月16日発売）、ISBN 4-09-120698-0
  28. 2007年3月21日初版第1刷発行（2007年3月16日発売）、ISBN 978-4-09-121023-4
  29. 2007年6月23日初版第1刷発行（2007年6月18日発売）、ISBN 978-4-09-121077-7
  30. 2007年9月23日初版第1刷発行（2007年9月18日発売）、ISBN 978-4-09-121185-9
  31. 2007年12月20日初版第1刷発行（2007年12月15日発売）、ISBN 978-4-09-121227-6
  32. 2008年3月23日初版第1刷発行（2008年3月18日発売）、ISBN 978-4-09-121296-2
  33. 2008年6月23日初版第1刷発行（2008年6月18日発売）、ISBN 978-4-09-121399-0
- 雷句誠『金色のガッシュ!!2』 クラーケンコミックス、既刊5巻（2025年4月11日現在）
  1. 2022年9月16日発売[4]、ISBN 978-4-910019-17-8
  2. 2023年4月14日発売[4]、ISBN 978-4-910019-18-5
  3. 2023年12月15日発売[4]、ISBN 978-4-910019-19-2
  4. 2024年8月23日発売[4]、ISBN 978-4-910019-20-8
  5. 2025年4月11日発売[4]、ISBN 978-4-910019-21-5

### ガイドブック
初公開情報や、お楽しみコラム、作者が明かすガッシュの謎などを掲載した「サンデー公式ガイド」。
- 雷句誠 『金色のガッシュ!! まるかじりブック』 小学館〈少年サンデーコミックススペシャル〉、全2巻
  1. 2003年7月18日発売、ISBN 4-09-127721-7
  2. 2004年7月16日発売、ISBN 4-09-127722-5

### 4コマ漫画
『小学二年生』『小学四年生』『小学五年生』に掲載された雷電作画による作品と、『月刊コロコロコミック』2003年5月号から2006年4月号まで連載された矢高鈴央作画による作品の2つが連載された。
- 雷電（漫画）、雷句誠（原作） 『金色のガッシュベル!!　4コマスペシャル』 小学館〈てんとう虫コミックス〉、2005年7月28日発売、ISBN 4-09-143371-5
- 矢高鈴央（漫画）、雷句誠（原作） 『金色のガッシュベル!!』 小学館〈てんとう虫コミックス〉、全3巻
  1. 2004年7月28日発売、ISBN 4-09-143241-7
  2. 2005年7月28日発売、ISBN 4-09-143242-5
  3. 2006年4月27日発売、ISBN 4-09-140144-9

### 文庫版
- 雷句誠 『金色のガッシュ!!』 講談社〈講談社漫画文庫〉、全16巻
  1. 2011年3月8日発売[5]、ISBN 978-4-06-370776-2
  2. 2011年4月7日発売[6]、ISBN 978-4-06-370777-9
  3. 2011年5月3日発売[7]、ISBN 978-4-06-370778-6
  4. 2011年6月7日発売[8]、ISBN 978-4-06-370779-3
  5. 2011年7月7日発売[9]、ISBN 978-4-06-370780-9
  6. 2011年8月6日発売[10]、ISBN 978-4-06-370781-6
  7. 2011年9月8日発売[11]、ISBN 978-4-06-370782-3
  8. 2011年10月6日発売[12]、ISBN 978-4-06-370783-0
  9. 2011年11月8日発売[13]、ISBN 978-4-06-370784-7
  10. 2011年12月8日発売[14]、ISBN 978-4-06-370785-4
  11. 2012年1月7日発売[15]、ISBN 978-4-06-370786-1
  12. 2012年2月7日発売[16]、ISBN 978-4-06-370787-8
  13. 2012年3月8日発売[17]、ISBN 978-4-06-370788-5
  14. 2012年4月6日発売[18]、ISBN 978-4-06-370789-2
  15. 2012年5月8日発売[19]、ISBN 978-4-06-370790-8
  16. 2012年6月7日発売[20]、ISBN 978-4-06-370791-5
    - 特装版 同日発売[21]、ISBN 978-4-06-370848-6

### 廉価版
- 雷句誠 『金色のガッシュ!!』 講談社〈講談社プラチナコミックス〉、全16巻
  1. 『空からやってきた魔物の子！ガッシュ登場!!』 2016年7月13日発売[22]、ISBN 978-4-06-385968-3
  2. 『孤独な戦いから、仲間と共闘へ！ティオとの出会い!!』 2016年8月10日発売[23]、ISBN 978-4-06-385971-3
  3. 『正体不明!? もう一人の“ガッシュ”現る!!』 2016年9月14日発売[24]、ISBN 978-4-06-385977-5
  4. 『力強い味方!? 新たな魔物・ウォンレイを救え!!』 2011年10月12日発売[25]、ISBN 978-4-06-386004-7
  5. 『残る魔物は40名！戦いは後半戦突入!!』 2016年11月9日発売[26]、ISBN 978-4-06-386050-4
  6. 『石化封印解かれる!! 千年前の魔物達、復活!!』 2016年12月14日発売[27]、ISBN 978-4-06-386061-0
  7. 『全員集結!! 諸悪の根源・ゾフィスを倒せ!!』 2017年1月11日発売[28]、ISBN 978-4-06-386080-1
  8. 『絶体絶命のピンチ!! 届け、ガッシュと清麿の信念！』 2017年2月8日発売[29]、ISBN 978-4-06-386097-9
  9. 『平和な日々に忍び寄る！新たな脅威!!』 2017年3月8日発売[30]、ISBN 978-4-06-386114-3
  10. 『巨大建造物はまさかの魔物!! ファウード編開始!!』 2017年4月12日発売[31]、ISBN 978-4-06-386123-5
  11. 『行く手を阻む正体は!? 仲間同士の悲しい戦い!!』 2017年5月17日発売[32]、ISBN 978-4-06-386132-7
  12. 『激化する戦い!! そして新たな強敵現る!!』 2017年6月14日発売[33]、ISBN 978-4-06-386160-0
  13. 『遂に激突！ガッシュとゼオン、因縁の対決へ!!』 2017年7月12日発売[34]、ISBN 978-4-06-510052-3
  14. 『ガッシュ、バオウに喰われる!? ファウード編完結!!』 2017年8月9日発売[35]、ISBN 978-4-06-510094-3
  15. 『魔物は全員消滅!? クリアの野望を阻止せよ!!』 2017年9月13日発売[36]、ISBN 978-4-06-510167-4
  16. 『魔界の王を決める長き戦い、遂に決着!!』 2017年10月11日発売[37]、ISBN 978-4-06-510267-1

### 完全版
当初は電子書籍のみでの販売だったが、反響を受けてクラーケンコミックスより紙書籍が刊行された。
| 巻数 | 電子版 発売日 | 紙書籍版 発売日 | 紙書籍 ISBN       |
| ---- | ------------- | --------------- | ----------------- |
| 1    | 2018年7月2日  | 2019年7月22日   | 978-4-910019-00-0 |
| 2    | 2018年7月2日  | 2019年7月22日   | 978-4-910019-01-7 |
| 3    | 2018年8月1日  | 2019年8月23日   | 978-4-910019-02-4 |
| 4    | 2018年8月1日  | 2019年8月23日   | 978-4-910019-03-1 |
| 5    | 2018年9月3日  | 2019年9月21日   | 978-4-910019-04-8 |
| 6    | 2018年9月3日  | 2019年9月21日   | 978-4-910019-05-5 |
| 7    | 2018年10月1日 | 2019年10月19日  | 978-4-910019-06-2 |
| 8    | 2018年10月1日 | 2019年10月19日  | 978-4-910019-07-9 |
| 9    | 2018年11月1日 | 2019年11月22日  | 978-4-910019-08-6 |
| 10   | 2018年11月1日 | 2019年11月22日  | 978-4-910019-09-3 |
| 11   | 2018年12月3日 | 2019年12月20日  | 978-4-910019-10-9 |
| 12   | 2018年12月3日 | 2019年12月20日  | 978-4-910019-11-6 |
| 13   | 2019年1月4日  | 2020年1月24日   | 978-4-910019-12-3 |
| 14   | 2019年1月4日  | 2020年1月24日   | 978-4-910019-13-0 |
| 15   | 2019年2月1日  | 2020年2月21日   | 978-4-910019-14-7 |
| 16   | 2019年2月1日  | 2020年2月21日   | 978-4-910019-15-4 |

### イラスト集
- 雷句誠 『金色のガッシュ!!と雷句誠原画展』クラーケンコミックス、2022年12月2日発売、ISBN 978-4-910019-16-1

## 番外編
ガッシュカフェ
『金色のガッシュ!!』完全版にて収録されたおまけ漫画。
ガッシュの顔を象ったカフェを舞台にこれまでに登場した魔物が2、3人でカフェでオーダーしたメニューを味わいつつ、ちょっとした会話に花を咲かせるという内容であり、中には本編では見られなかった珍しい組み合わせも登場する。また、給仕役（ウェイター、ウェイトレス）は本の持ち主であるパートナーの人間たちがそれぞれ担当している。
『金色のガッシュ!!2』では2巻から新たに開始されており、こちらでは『2』で登場する敵対勢力や魔物が登場している。

## アニメ
2003年4月6日から2006年3月26日にかけ、フジテレビ系で『金色のガッシュベル!!』のタイトルで放送された。全150話。

### スタッフ
- 原作：雷句誠
- 原作協力：週刊少年サンデー編集部、小学館キャラクター事業センター
- 企画：金田耕司（フジテレビ）、木村京太郎（読売広告社）、関弘美→清水慎治（東映アニメーション）、都築伸一郎（小学館）
- 企画協力：久保雅一（小学館キャラクター事業センター）
- プロデューサー：濱野貴敏→高瀬敦也（フジテレビ）、池田慎一（読売広告社）、櫻田博之（東映アニメーション）
- シリーズ構成：橋本裕志→大和屋暁
- 音楽：大谷幸
- 製作担当：岡田将介
- キャラクターデザイン・総作画監督：大塚健
- 美術デザイン：渡辺佳人
- 色彩設計：板坂泰江
- シリーズディレクター：中村哲冶→貝澤幸男
- シリーズディレクター補佐：地岡公俊
- 色指定：黒田進
- 編集：片桐公一
- 録音：池上信照
- 音響効果：川田清貴（スワラプロダクション）
- 選曲：西川耕祐
- 記録：小川真美子、小牧文
- キャスティング：小浜匠
- 広報：正岡高子（フジテレビ）、備前島幹人（小学館）
- 録音スタジオ：タバック
- 現像：東映化学
- オンライン編集：TOVIC
- 音楽協力：NECインターチャネル
- 制作協力：東映
- 製作：フジテレビ、読売広告社、東映アニメーション

### 主題歌
OPはインターチャネル（現在CDの発売はインデックスミュージック）から発売。EDはポニーキャニオン所属の歌手によるタイアップ。
OPテーマ
「カサブタ」（1話 - 50話）
作詞・作曲 - 千綿偉功 / 編曲 - 渡部チェル / 歌 - 千綿ヒデノリ
「君にこの声が 届きますように」（51話 - 100話）
作詞 - うらん / 作曲・編曲 - 大久保薫 / 歌 - 谷本貴義
「見えない翼」（101話 - 150話）
作詞・作曲・編曲 - 太田美知彦 / 歌 - 谷本貴義
EDテーマ
「PERSONAL」（1話 - 30話）
作詞・作曲・編曲 - T2ya / 歌 - 上戸彩
上戸はこれが縁となり、劇場版2作の主題歌を担当した。
「STARS -you don't have to worry about tomorrow-」（31話 - 58話）
作詞 - KING / 作曲・編曲 - MIKI WATANABE / 歌 - KING
「つよがり」（59話 - 75話）
作詞 - 福田哲也 / 作曲・編曲 - 勝誠二 / 歌 - 喜多村英梨
「イデア」（76話 - 100話）
作詞・作曲 - 天野月子 / 編曲 - 戸倉弘智 / 歌 - 天野月子
「今日より明日は」（101話 - 125話）
作詞・作曲 - 芳賀俊和 / 編曲 - えちうら & MTTラボ / 歌 - えちうら
「★遊FEVER★」（126話 - 149話）
作詞・作曲 - 篠原ともえ / 編曲 - Kagami、篠原ともえ / 歌 - 篠原ともえ
「カサブタ」（第150話）
作詞・作曲 - 千綿偉功 / 編曲 - 渡部チェル / 歌 - 千綿ヒデノリ（最終話のみ）
2番以降が使用された。
挿入歌
- 「裸足の王様」（第2・3話、第10話）
- 「あなたが傍にいるだけで」（第4話、第6話）
- 「僕はここにいる」（第8話、第22話）
- 「ココロノチカラ」（第9話）
- 「チチをもげ!」（第11話、第18話、第40話、第51話、第59話）
- 「無敵フォルゴレ」（第11話、第18話、第60話）
- 「Destinyーあの日に帰ろう-」（第12話）
- 「光のプリズム」（第14・15話）
- 「Happy Tomorrow☆」（第15話）
- 「約束の星」（第35話）
- 「Destiny〜あの日に帰ろう」（51話、60話、87話）
- 「ワタシノユメ」（第58話）
- 「Love is living in my heart」（71話）
- 「伝えて」（78話）
- 「私はパティ」（82話）
- 「ベリーメロン」（89話）
- 「Never Say BOIN BABY」（111話）
- 「カサブタ（清麿バージョン）」（7話、31話）
- 「コーラルQの変形体操」（105話、106話）

### 各話リスト
放送日はフジテレビおよび同時ネット局のもの。太字はアニメオリジナルストーリー。
- 第51話から第88話までは石版編、第101話から第150話まではファウード編。
- 特番などによる放送の休止・内容・日時・時間変更は以下の通り。
  - 2003年6月29日、2004年7月25日、2005年7月31日 - 土曜夕方から日曜終日にわたって『FNSの日』を放送するため休止。
  - 2006年3月19日 - 製作局のフジテレビとサガテレビのみ放送休止となり、3月26日に149話と150話が2本立ての1時間スペシャルとして放送された。そのため149話は一部地域で先行放送された。また、サガテレビ以外の同時ネット局では150話も30分先行放送された。

| 放送日         | 話数 | サブタイトル                                                  | 脚本       | （絵コンテ） 演出       | 作画監督   | 美術              |
| -------------- | ---- | ------------------------------------------------------------- | ---------- | ----------------------- | ---------- | ----------------- |
| 2003年 4月6日  | 1    | 魔界から来た電撃少年                                          | 橋本裕志   | 中村哲治                | 山室直儀   | 渡辺佳人          |
| 4月13日        | 2    | 氷結呪文ギコルVSザケル                                        | 橋本裕志   | 川田武範                | 清山滋崇   | 渡辺佳人 清水哲弘 |
| 4月20日        | 3    | 第二の術ラシルド!                                             | 大和屋暁   | 芝田浩樹                | 信実節子   | 徳重賢            |
| 4月27日        | 4    | 100人の魔物の戦い                                             | 大和屋暁   | 地岡公俊                | 浅沼昭弘   | 清水哲弘          |
| 5月4日         | 5    | 黒い刺客ブラゴとシェリー                                      | 大和屋暁   | 角銅博之                | 伊藤智子   | 渡辺佳人          |
| 5月11日        | 6    | 消えた赤い魔本                                                | 広平虫     | 佐々木憲世              | 上野ケン   | 清水哲弘          |
| 5月18日        | 7    | 植物園の決闘                                                  | 成田良美   | （梅澤淳稔） 地岡公俊   | 出口としお | 渡辺佳人          |
| 5月25日        | 8    | やさしい魔物コルル                                            | 大和屋暁   | 中村哲治                | 八島善孝   | 清水哲弘          |
| 6月1日         | 9    | 第三の術ジケルド                                              | 大和屋暁   | 志水淳児                | 山室直儀   | 渡辺佳人          |
| 6月8日         | 10   | エリート魔物エシュロス                                        | 広平虫     | 芝田浩樹                | 清山滋崇   | 清水哲弘          |
| 6月15日        | 11   | 無敵フォルゴレ                                                | 大和屋暁   | 角銅博之                | 伊藤智子   | 清水哲弘          |
| 6月22日        | 12   | シェリー運命の狂詩曲（ラプソディー）                          | 成田良美   | 地岡公俊                | 信実節子   | 清水哲弘          |
| 7月6日         | 13   | 対決ガッシュ対ハイド                                          | 橋本裕志   | 貝澤幸男                | 浅沼昭弘   | 渡辺佳人          |
| 7月13日        | 14   | おてんばティオとアイドル恵                                    | 広平虫     | 佐々木憲世              | 上野ケン   | 清水哲弘          |
| 7月20日        | 15   | ガッシュとティオの新たなる誓い                                | 広平虫     | 西沢信孝                | 出口としお | 渡辺佳人          |
| 7月27日        | 16   | 冷凍庫対決不死身のロブノス                                    | 大和屋暁   | 芝田浩樹                | 八島善孝   | 清水哲弘          |
| 8月3日         | 17   | 清麿のカレーな夏休み                                          | 大和屋暁   | 地岡公俊                | 山室直儀   | 渡辺佳人          |
| 8月10日        | 18   | 追え! ロンドンのチチもげ魔                                    | 成田良美   | 角銅博之                | 清山滋崇   | 清水哲弘          |
| 8月17日        | 19   | 悪の花咲く呪いの城                                            | 大和屋暁   | 吉沢孝男                | 伊藤智子   | 渡辺佳人          |
| 8月24日        | 20   | 大崩壊! バルトロの逆襲                                        | 大和屋暁   | 佐々木憲世              | 信実節子   | 清水哲弘          |
| 8月31日        | 21   | もうひとりのガッシュ                                          | 広平虫     | 西沢信孝                | 浅沼昭弘   | 渡辺佳人          |
| 9月7日         | 22   | 踊りつづける緑の戦士                                          | 山田隆司   | 中村哲治                | 上野ケン   | 清水哲弘          |
| 9月14日        | 23   | メルメルメ〜! 燃えよウマゴン                                  | 広平虫     | 芝田浩樹                | 八島善孝   | 渡辺佳人          |
| 9月21日        | 24   | 自由の旅人アポロ                                              | 山田隆司   | 角銅博之                | 出口としお | 清水哲弘          |
| 9月28日        | 25   | 決戦! 勝利への執念                                            | 山田隆司   | 地岡公俊                | 山室直儀   | 渡辺佳人          |
| 10月5日        | 26   | ガッシュの一日                                                | 大和屋暁   | 貝澤幸男                | 伊藤智子   | 清水哲弘          |
| 10月12日       | 27   | わが息子ダニー                                                | まさきひろ | 佐々木憲世              | 清山滋崇   | 渡辺佳人          |
| 10月19日       | 28   | ティオと恵の大冒険                                            | 山田隆司   | 西沢信孝                | 浅沼昭弘   | 清水哲弘          |
| 10月26日       | 29   | 激闘! 遊園地バトル                                            | 広平虫     | 吉沢孝男                | 信実節子   | 渡辺佳人          |
| 11月2日        | 30   | ガッシュとティオ最強のコンビネーション                        | 広平虫     | 中村哲治                | 八島善孝   | 清水哲弘          |
| 11月9日        | 31   | 魔鏡編 カワイイ転校生!                                        | 大和屋暁   | （芝田浩樹） 地岡公俊   | 上野ケン   | 渡辺佳人          |
| 11月16日       | 32   | 魔鏡編 詞音の悲しき秘密                                       | 大和屋暁   | 貝澤幸男                | 山室直儀   | 清水哲弘          |
| 11月23日       | 33   | 魔鏡編 三つのかけらがそろう時                                 | 大和屋暁   | 西沢信孝                | 出口としお | 渡辺佳人          |
| 11月30日       | 34   | 魔鏡編 夕日に染まった涙                                       | 大和屋暁   | 吉沢孝男                | 伊藤智子   | 清水哲弘          |
| 12月7日        | 35   | 魔鏡編 灼熱の最終決戦                                         | 大和屋暁   | 中村哲治                | 浅沼昭弘   | 渡辺佳人          |
| 12月14日       | 36   | 激突! ガッシュVSナオミちゃん                                  | 広平虫     | 地岡公俊                | 清山滋崇   | 清水哲弘          |
| 12月21日       | 37   | 愛をつらぬけ! 香港純愛娘                                      | 山田隆司   | 細田雅弘                | 八島善孝   | 渡辺佳人          |
| 12月28日       | 38   | 恋の鉄拳! ゴウ・バウレン                                      | 山田隆司   | 佐々木憲世              | 信実節子   | 清水哲弘          |
| 2004年 1月11日 | 39   | 絶体絶命! 姿なき狩人（ハンター）                              | まさきひろ | 今沢哲男                | 上野ケン   | 渡辺佳人          |
| 1月18日        | 40   | キャンチョメ、兄ちゃんになる                                  | 山田隆司   | 西沢信孝                | 出口としお | 清水哲弘          |
| 1月25日        | 41   | 大逆転! 無敵キャンチョメ                                      | 山田隆司   | 吉沢孝男                | 伊藤智子   | 渡辺佳人          |
| 2月1日         | 42   | 非情なる敵ゼオンとデュフォー                                  | 広平虫     | 地岡公俊                | 山室直儀   | 清水哲弘          |
| 2月8日         | 43   | 正義のヒーローカマキリジョー                                  | 大和屋暁   | 中村哲治                | 浅沼昭弘   | 渡辺佳人          |
| 2月15日        | 44   | バリーからの挑戦状                                            | まさきひろ | 今沢哲男                | 八島善孝   | 清水哲弘          |
| 2月22日        | 45   | 果てしなき死闘ガッシュVSバリー                                | まさきひろ | 細田雅弘                | 大塚健     | 清水哲弘          |
| 2月29日        | 46   | メルメルメ〜! ウマゴン危機一髪!?                              | 広平虫     | 佐々木憲世              | 上野ケン   | 清水哲弘          |
| 3月7日         | 47   | 雪原鳴動!! 王者の風格                                         | 山田隆司   | 西沢信孝                | 清山滋崇   | 渡辺佳人          |
| 3月14日        | 48   | 忍びよる邪悪! 石版の謎                                        | 大和屋暁   | 吉沢孝男                | 竹田欣弘   | 清水哲弘          |
| 3月21日        | 49   | ナゾナゾ博士と12人の刺客（マジョスティックトゥエルブ）        | まさきひろ | 貝澤幸男                | 出口としお | 渡辺佳人          |
| 3月28日        | 50   | 発動! 第六の術ラウザルク!!                                    | まさきひろ | 今沢哲男                | 八島善孝   | 清水哲弘          |
| 4月4日         | 51   | 強襲!! 仮面の悪魔ロード                                       | 大和屋暁   | 中村哲治                | 山室直儀   | 渡辺佳人          |
| 4月11日        | 52   | 愛しのガッシュ! 私はパティ!                                   | 大和屋暁   | 地岡公俊                | 浅沼昭弘   | 清水哲弘          |
| 4月18日        | 53   | ガッデーーーーム!! 怒りの水龍（スオウ・ギアクル）             | 大和屋暁   | 上田芳裕                | 信実節子   | 渡辺佳人          |
| 4月25日        | 54   | 公園ファイト! ガッシュVS清麿!?                                | 広平虫     | 吉沢孝男                | 伊藤智子   | 徳重賢            |
| 5月2日         | 55   | パティ逆襲（リベンジ）!! とき放たれた刺客たち                 | 山田隆司   | 西沢信孝                | 清山滋崇   | 清水哲弘          |
| 5月9日         | 56   | 希望の光・サイフォジオ                                        | まさきひろ | 佐々木憲世              | 竹田欣弘   | 渡辺佳人          |
| 5月16日        | 57   | 熱砂の闘いブラゴVS静寂の三闘士（サイレント・ルーラー）        | 大和屋暁   | 今沢哲男                | 上野ケン   | 清水哲弘          |
| 5月23日        | 58   | 打倒ロード! それぞれの決意                                    | 山田隆司   | 貝澤幸男                | 八島善孝   | 徳重賢            |
| 5月30日        | 59   | 突入デボロ遺跡! キャンチョメ大作戦!!                          | まさきひろ | 地岡公俊                | 出口としお | 渡辺佳人          |
| 6月6日         | 60   | 攻防! 激流の迷宮（ラビリンス）                                | 山田隆司   | 上田芳裕                | 伊藤智子   | 清水哲弘          |
| 6月13日        | 61   | 一千年の悲しき呪縛                                            | 山田隆司   | 西沢信孝                | 浅沼昭弘   | 渡辺佳人          |
| 6月20日        | 62   | Vの衝撃ベリーメロン!!                                         | 大和屋暁   | 中村哲治                | 信実節子   | 徳重賢            |
| 6月27日        | 63   | ブルァアア!! 紳士怒りのチャーグル                             | 大和屋暁   | 今沢哲男                | 清山滋崇   | 清水哲弘          |
| 7月4日         | 64   | 猛攻ダルモス! 砂上の決死戦（デスマッチ）                      | 広平虫     | （吉沢孝男） 深澤敏則   | 八島善孝   | 渡辺佳人          |
| 7月11日        | 65   | メルメルメ〜! ウマゴン電光石火!!                              | まさきひろ | 佐々木憲世              | 上野ケン   | 清水哲弘          |
| 7月18日        | 66   | 守り抜け! 約束の赤い魔本                                      | 山田隆司   | 貝澤幸男                | 山室直儀   | 徳重賢            |
| 8月1日         | 67   | すばらしきかなマジョスティック12                              | 大和屋暁   | 上田芳裕                | 浅沼昭弘   | 渡辺佳人          |
| 8月8日         | 68   | 暴走!? ティオの告白大作戦!                                    | 広平虫     | （吉沢孝男） 地岡公俊   | 出口としお | 清水哲弘          |
| 8月15日        | 69   | 撃破せよ! 邪悪なるゾフィスの野望                              | 大和屋暁   | 西沢信孝                | 信実節子   | 渡辺佳人          |
| 8月22日        | 70   | 絶体絶命!! 立ちふさがる四天王                                 | 山田隆司   | 今沢哲男                | 八島善孝   | 徳重賢            |
| 8月29日        | 71   | 愛すればこそ…うなれ哀しみの猛虎爆裂拳（ラオウ・ディバウレン） | 山田隆司   | 中村哲治                | 清山滋崇   | 清水哲弘          |
| 9月5日         | 72   | 歌え歌え! 恐怖のベルギム・E・O                                | まさきひろ | 地岡公俊                | 上野ケン   | 渡辺佳人          |
| 9月12日        | 73   | ありがとう僕の王様ミコルオ・マ・ゼガルガ                      | まさきひろ | 貝澤幸男                | 浅沼昭弘   | 清水哲弘          |
| 9月19日        | 74   | 閃光乱舞! 孤高の戦士パムーン                                  | 大和屋暁   | 佐々木憲世              | 出口としお | 渡辺佳人          |
| 9月26日        | 75   | 打ち砕け! 封印千年屈辱の記憶                                  | 大和屋暁   | 西沢信孝                | 伊藤智子   | 徳重賢            |
| 10月3日        | 76   | 逃げ道なし!! 卑劣なるゾフィス再臨                             | 大和屋暁   | 今沢哲男                | 信実節子   | 清水哲弘          |
| 10月10日       | 77   | シェリー気高き輪舞（ロンド）炸裂バベルガ・グラビドン          | 大和屋暁   | 地岡公俊                | 浅沼昭弘   | 渡辺佳人          |
| 10月17日       | 78   | もう戻らない! レイラの孤独な闇                                | まさきひろ | （今沢哲男） 深澤敏則   | 八島善孝   | 清水哲弘          |
| 10月24日       | 79   | うごめく悪魔最後の四天王登場                                  | 山田隆司   | 貝澤幸男                | 清山滋崇   | 徳重賢            |
| 10月31日       | 80   | 野獣デモルト! 戦慄の雄叫び                                    | 大和屋暁   | 西沢信孝                | 上野ケン   | 渡辺佳人          |
| 11月7日        | 81   | 勝機（ひかり）を求めて…湧きあがれふたりの闘志                 | 広平虫     | 今沢哲男                | 伊藤智子   | 清水哲弘          |
| 11月14日       | 82   | わがままパティ惜別のスオウ・ギアクル!!                        | まさきひろ | 中村哲治                | 信実節子   | 渡辺佳人          |
| 11月21日       | 83   | 熱き思いよとどけ! 第7の術ザグルゼム                           | 山田隆司   | 上田芳裕                | 出口としお | 徳重賢            |
| 11月28日       | 84   | 凶獣デモルト最終決戦!!                                        | 大和屋暁   | 地岡公俊                | 山室直儀   | 清水哲弘          |
| 12月5日        | 85   | 迷えるシェリー断ち切れぬ絆!                                   | 大和屋暁   | 貝澤幸男                | 八島善孝   | 渡辺佳人          |
| 12月12日       | 86   | 逆襲のゾフィス友情の最終決戦!!                                | 大和屋暁   | 西沢信孝                | 浅沼昭弘   | 清水哲弘          |
| 12月19日       | 87   | 思いよココに届け! シェリー渾身のディオガグラビドン!!          | 大和屋暁   | 今沢哲男                | 伊藤智子   | 渡辺佳人          |
| 12月26日       | 88   | シェリー・ブラゴ新たなる門出                                  | 大和屋暁   | 志水淳児                | 清山滋崇   | 徳重賢            |
| 2005年 1月9日  | 89   | 新春スペシャル華麗なるVよ再び!!                               | 大和屋暁   | 上田芳裕                | 上野ケン   | 清水哲弘          |
| 1月16日        | 90   | ただいま…そして嵐のテストバトル                               | 山田隆司   | 佐々木憲世              | 信実節子   | 渡辺佳人          |
| 1月23日        | 91   | ナオミちゃんを追跡せよ!!                                      | 広平虫     | 地岡公俊                | 出口としお | 清水哲弘          |
| 1月30日        | 92   | 我が心のキッドナゾナゾ博士新たなる誓い                        | まさきひろ | 西沢信孝                | 八島善孝   | 渡辺佳人          |
| 2月6日         | 93   | 異世界からの声! 命運つきた魔物たち!!                          | 大和屋暁   | 今沢哲男                | 山室直儀   | 徳重賢            |
| 2月13日        | 94   | 異世界の扉! ガッシュVSブラゴ最強対決                          | 大和屋暁   | （貝澤幸男） 深澤敏則   | 浅沼昭弘   | 清水哲弘          |
| 2月20日        | 95   | 異世界放浪! 襲いかかる鉄の軍団                                | 大和屋暁   | 上田芳裕                | 清山滋崇   | 渡辺佳人          |
| 2月27日        | 96   | 異世界決闘! シェリーのいないブラゴ                            | 隅沢克之   | 佐々木憲世              | 上野ケン   | 清水哲弘          |
| 3月6日         | 97   | 異世界の覇者! 復讐に牙むくマエストロ                          | 大和屋暁   | 西沢信孝                | 信実節子   | 渡辺佳人          |
| 3月13日        | 98   | 異世界大決闘! ガッシュ・ブラゴ二大奥義炸裂                    | 大和屋暁   | 地岡公俊                | 八島善孝   | 徳重賢            |
| 3月20日        | 99   | 愛と青春のモンモン先生 清麿悲劇の惨敗                         | 山田隆司   | 今沢哲男                | 出口としお | 清水哲弘          |
| 3月27日        | 100  | もげよフォルゴレ! 愛と悲しみのバグパイプ                      | 広平虫     | 上田芳裕                | 伊藤智子   | 渡辺佳人          |
| 4月3日         | 101  | 新たなる脅威 風を語る少年 バオウ抹殺!                         | 大和屋暁   | 貝澤幸男                | 浅沼昭弘   | 清水哲弘          |
| 4月10日        | 102  | 月夜の動乱 友情の拳 アース一撃必殺!                           | 大和屋暁   | 佐々木憲世              | 清山滋崇   | 渡辺佳人          |
| 4月17日        | 103  | テッドの哀歌（ブルース） 風の中の少女 運命の再会              | 大和屋暁   | 西沢信孝                | 上野ケン   | 徳重賢            |
| 4月24日        | 104  | ライバルはアイドル 恋の火花 鈴芽の勝利??                      | まさきひろ | 深澤敏則                | 八島善孝   | 清水哲弘          |
| 5月1日         | 105  | Q襲! Q極変形? わが名はコーラルQ                               | 隅沢克之   | 今沢哲男                | 信実節子   | 渡辺佳人          |
| 5月8日         | 106  | ピンチ到来 逆襲のQ! 全呪文封殺!?                              | 隅沢克之   | 上田芳裕                | 出口としお | 清水哲弘          |
| 5月15日        | 107  | 電撃連鎖! 究極進化!? 新たなるバオウ!!                         | 隅沢克之   | 佐々木憲世              | 浅沼昭弘   | 渡辺佳人          |
| 5月22日        | 108  | ホームシック!? 華と母上 さまよえるガッシュ                    | 大和屋暁   | 貝澤幸男                | 伊藤智子   | 徳重賢            |
| 5月29日        | 109  | 北国の決闘 宿命のライバル ウマゴン氷結!!                      | 千葉克彦   | 角銅博之                | 清山滋崇   | 清水哲弘          |
| 6月5日         | 110  | 猛襲カルディオ! 雪原に燃やす闘志 ウマゴン新たな炎             | 千葉克彦   | 上田芳裕                | 上野ケン   | 渡辺佳人          |
| 6月12日        | 111  | 踊って! 弾けて! 揺れる! 大空港                                | 隅沢克之   | 西沢信孝                | 信実節子   | 清水哲弘          |
| 6月19日        | 112  | 回る! 回る! 転ぶ! 転ぶ! 爆裂アイススケート!!                  | 大和屋暁   | 今沢哲男                | 八島善孝   | 渡辺佳人          |
| 6月26日        | 113  | 友からの手紙 本を燃やせ!! レインの正体                        | 広平虫     | 佐々木憲世              | 伊藤智子   | 徳重賢            |
| 7月3日         | 114  | 弱虫カイル ヒゲのパピプリオ ロデュウの罠                      | 隅沢克之   | 地岡公俊                | 浅沼昭弘   | 清水哲弘          |
| 7月10日        | 115  | 猛攻ロデュウ 瀕死のレイン 目覚めよカイル                      | まさきひろ | 深澤敏則                | 出口としお | 渡辺佳人          |
| 7月17日        | 116  | 最大呪文炸裂! ガルバドス・アボロディオ レインの夢             | 山田隆司   | 上田芳裕                | 清山滋崇   | 清水哲弘          |
| 7月24日        | 117  | 恋愛カンフー 悲劇ウォンレイ 恋歌終章                          | 大和屋暁   | （今沢哲男） 土田豊     | 八島善孝   | 渡辺佳人          |
| 8月7日         | 118  | 連れ去られたガッシュ! 海の上の罠 ダルタニアン撃沈             | 隅沢克之   | 西沢信孝                | 上野ケン   | 徳重賢            |
| 8月14日        | 119  | ティオの元気 ただ一人のパートナー 傷が癒える時                | 大和屋暁   | 角銅博之                | 信実節子   | 清水哲弘          |
| 8月21日        | 120  | 見られてオヨヨヨ〜 ときめくモモン ティオ爆発!                 | 千葉克彦   | 佐々木憲世              | 浅沼昭弘   | 渡辺佳人          |
| 8月28日        | 121  | 目覚めよジェラシー 怒れる女神 チャージル・サイフォドン        | 千葉克彦   | 今沢哲男                | 伊藤智子   | 清水哲弘          |
| 9月4日         | 122  | かぐや伝説 ガッシュの夏祭り 月へ帰った少女                    | 大和屋暁   | 貝澤幸男                | 出口としお | 渡辺佳人          |
| 9月11日        | 123  | 唸れプライド バリーVSテッド 消えるのはどっち?                 | 千葉克彦   | 地岡公俊                | 清山滋崇   | 徳重賢            |
| 9月18日        | 124  | 別れの予感 鈴芽の告白 愛と青春のハイキング                    | まさきひろ | 古賀豪                  | 上野ケン   | 清水哲弘          |
| 9月25日        | 125  | 非情なるリオウ 呪われし魔物 いざファウードへ                  | 山田隆司   | 深澤敏則                | 信実節子   | 渡辺佳人          |
| 10月2日        | 126  | 戻れない旅 ゆれる決意 ファウードの正体!                       | 隅沢克之   | 角銅博之                | 伊藤智子   | 清水哲弘          |
| 10月9日        | 127  | ファウード到着! 決死の突入 待っていた刺客                     | 隅沢克之   | 佐々木憲世              | 浅沼昭弘   | 渡辺佳人          |
| 10月16日       | 128  | キース・ブザライ 死の交響曲 さらばキャンチョメ                | 大和屋暁   | 細田雅弘                | 八島善孝   | 清水哲弘          |
| 10月23日       | 129  | 奇跡の新呪文 ディマ・ブルク ぼくは弱虫じゃない!               | 大和屋暁   | 貝澤幸男                | 山室直儀   | 徳重賢            |
| 10月30日       | 130  | ブザライ猛攻 ディオガ対バオウ 逆転への連鎖                    | 大和屋暁   | 地岡公俊                | 上野ケン   | 渡辺佳人          |
| 11月6日        | 131  | 王の覚悟 友か？ 世界か？ ガッシュの決断                       | 隅沢克之   | （上田芳裕） 土田豊     | 出口としお | 清水哲弘          |
| 11月13日       | 132  | 胃の中の試練 難問突破 ティンティンチャンス                    | 大和屋暁   | 古賀豪                  | 清山滋崇   | 渡辺佳人          |
| 11月20日       | 133  | 冷徹ザルチム 呪いの真実 立て! アリシエ                        | まさきひろ | 深澤敏則                | 伊藤智子   | 清水哲弘          |
| 11月27日       | 134  | 誰がために戦う ウォンレイとアリシエ 苦悩の決断                | 千葉克彦   | 角銅博之                | 信実節子   | 渡辺佳人          |
| 12月4日        | 135  | ファウード決死圏 心臓打つ魔物 モモンの涙                      | 隅沢克之   | （織本まきこ） 立仙裕俊 | 浅沼昭弘   | 徳重賢            |
| 12月11日       | 136  | 迫るファウード 復活帰還装置始動 立ちふさがるライバル          | 隅沢克之   | 上田芳裕                | 八島善孝   | 清水哲弘          |
| 12月18日       | 137  | 呪いのタイムリミット 封印を砕け! 届けガッシュの想い           | 隅沢克之   | 地岡公俊                | 山室直儀   | 渡辺佳人          |
| 12月25日       | 138  | 魔導巨兵ファウード 絶望の中の光 清麿の秘策                    | 千葉克彦   | 貝澤幸男                | 上野ケン   | 清水哲弘          |
| 2006年 1月8日  | 139  | 脳を目指せ! 爆走ファウード 必死の再突入                       | 大和屋暁   | 古賀豪                  | 出口としお | 徳重賢            |
| 1月15日        | 140  | 王にはなれぬ者 決死! ウォンレイ 最後の鉄拳                    | 大和屋暁   | 深澤敏則                | 伊藤智子   | 渡辺佳人          |
| 1月22日        | 141  | 燃えろウマゴン 氷結カルディオ 勝利へ走れ!!                    | 千葉克彦   | 佐々木憲世              | 清山滋崇   | 清水哲弘          |
| 1月29日        | 142  | 閉ざされた部屋 アリシエの戦 因縁再び                          | 隅沢克之   | 上田芳裕                | 信実節子   | 渡辺佳人          |
| 2月5日         | 143  | 命を燃やせ 戦人アリシエ 決着!? ザルチム                       | 隅沢克之   | 角銅博之                | 浅沼昭弘   | 清水哲弘          |
| 2月12日        | 144  | ぼくらは王様 キャンチョメとモモン 倒せキース!                 | 千葉克彦   | 土田豊                  | 八島善孝   | 徳重賢            |
| 2月19日        | 145  | 届かない叫び テッドVSチェリッシュ 王より大切なもの            | 大和屋暁   | 今沢哲男                | 出口としお | 渡辺佳人          |
| 2月26日        | 146  | ファウードの守護者 アースからガッシュへ 託される未来          | 千葉克彦   | 深澤敏則                | 上野ケン   | 清水哲弘          |
| 3月5日         | 147  | 反転する未来 雷帝ゼオン 破滅への序曲                          | 隅沢克之   | 佐々木憲世              | 伊藤智子   | 渡辺佳人          |
| 3月12日        | 148  | 怒涛ゼオン 二つの宿命 ガッシュの秘密                          | 千葉克彦   | 上田芳裕                | 信実節子   | 清水哲弘          |
| 3月26日        | 149  | バオウを継ぐもの ガッシュVSゼオン ジカディラスの雷            | 大和屋暁   | 角銅博之                | 清山滋崇   | 徳重賢            |
| 3月26日        | 150  | 決戦! ファウード 金色の輝き やさしい王様                      | 大和屋暁   | 今沢哲男                | 山室直儀   | 清水哲弘          |

### 放送局
放送形態はテレビ宮崎を除き、2003年5月中旬 - 6月上旬時点のものとする。
| 放送地域       | 放送局             | 放送期間                                             | 放送日時                          | 放送系列                                     | 備考                              |
| -------------- | ------------------ | ---------------------------------------------------- | --------------------------------- | -------------------------------------------- | --------------------------------- |
| 関東広域圏     | フジテレビ         | 2003年4月6日 - 2006年3月26日                         | 日曜 9:00 - 9:30                  | フジテレビ系列                               | 製作局                            |
| 北海道         | 北海道文化放送     | 2003年4月6日 - 2006年3月26日                         | 日曜 9:00 - 9:30                  | フジテレビ系列                               |                                   |
| 岩手県         | 岩手めんこいテレビ | 2003年4月6日 - 2006年3月26日                         | 日曜 9:00 - 9:30                  | フジテレビ系列                               |                                   |
| 宮城県         | 仙台放送           | 2003年4月6日 - 2006年3月26日                         | 日曜 9:00 - 9:30                  | フジテレビ系列                               |                                   |
| 山形県         | さくらんぼテレビ   | 2003年4月6日 - 2006年3月26日                         | 日曜 9:00 - 9:30                  | フジテレビ系列                               |                                   |
| 新潟県         | 新潟総合テレビ     | 2003年4月6日 - 2006年3月26日                         | 日曜 9:00 - 9:30                  | フジテレビ系列                               | 現・NST新潟総合テレビ             |
| 石川県         | 石川テレビ         | 2003年4月6日 - 2006年3月26日                         | 日曜 9:00 - 9:30                  | フジテレビ系列                               |                                   |
| 長野県         | 長野放送           | 2003年4月6日 - 2006年3月26日                         | 日曜 9:00 - 9:30                  | フジテレビ系列                               |                                   |
| 静岡県         | テレビ静岡         | 2003年4月6日 - 2006年3月26日                         | 日曜 9:00 - 9:30                  | フジテレビ系列                               |                                   |
| 福岡県         | テレビ西日本       | 2003年4月6日 - 2006年3月26日                         | 日曜 9:00 - 9:30                  | フジテレビ系列                               |                                   |
| 佐賀県         | サガテレビ         | 2003年4月6日 - 2006年3月26日                         | 日曜 9:00 - 9:30                  | フジテレビ系列                               |                                   |
| 岡山県・香川県 | 岡山放送           | 2003年4月10日 - 2006年3月30日                        | 木曜 16:25 - 16:55                | フジテレビ系列                               |                                   |
| 中京広域圏     | 東海テレビ         | 2003年4月11日 - 2006年3月31日                        | 金曜 16:00 - 16:30                | フジテレビ系列                               | 『特選アニメ劇場』内              |
| 広島県         | テレビ新広島       | 2003年4月11日 - 2006年3月31日                        | 金曜 16:30 - 17:00                | フジテレビ系列                               |                                   |
| 富山県         | 富山テレビ         | 2003年4月12日 - 9月27日 2003年10月4日 - 2006年4月1日 | 土曜 7:00 - 7:30 土曜 6:30 - 7:00 | フジテレビ系列                               |                                   |
| 熊本県         | テレビ熊本         | 2003年4月17日 - 2006年4月6日                         | 木曜 16:30 - 17:00                | フジテレビ系列                               |                                   |
| 鳥取県・島根県 | 山陰中央テレビ     | 2003年4月17日 - 2006年4月6日                         | 木曜 16:00 - 16:30                | フジテレビ系列                               |                                   |
| 近畿広域圏     | 関西テレビ         | 2003年4月18日 - 2006年4月7日                         | 金曜 16:26 - 16:56                | フジテレビ系列                               |                                   |
| 愛媛県         | テレビ愛媛         | 2003年4月20日 - 2006年4月9日                         | 日曜 6:30 - 7:00                  | フジテレビ系列                               | 2004年9月までの局名は「愛媛放送」 |
| 秋田県         | 秋田テレビ         | 2003年4月30日 - 2006年4月19日                        | 水曜 16:29 - 16:59                | フジテレビ系列                               |                                   |
| 高知県         | 高知さんさんテレビ | 2003年5月6日 - 2006年4月25日                         | 木曜 15:30 - 16:00                | フジテレビ系列                               |                                   |
| 鹿児島県       | 鹿児島テレビ       | 2003年5月6日 - 2006年4月25日                         | 火曜 16:30 - 17:00                | フジテレビ系列                               |                                   |
| 長崎県         | テレビ長崎         | 2003年5月7日 - 2006年4月26日                         | 水曜 15:30 - 16:00                | フジテレビ系列                               |                                   |
| 福井県         | 福井テレビ         | 2003年5月27日 - 2006年4月18日                        | 火曜 16:27 - 16:57                | フジテレビ系列                               |                                   |
| 福島県         | 福島テレビ         | 2003年5月30日 - 2006年6月30日                        | 金曜 15:32 - 16:02                | フジテレビ系列                               |                                   |
| 宮崎県         | テレビ宮崎         | 2003年6月20日 - 2006年5月26日                        | 金曜 16:00 - 16:30                | フジテレビ系列 日本テレビ系列 テレビ朝日系列 |                                   |

| フジテレビ 日曜 9:00 - 9:30                           | フジテレビ 日曜 9:00 - 9:30                           | フジテレビ 日曜 9:00 - 9:30                         |
| 前番組                                                | 番組名                                                | 次番組                                              |
| ----------------------------------------------------- | ----------------------------------------------------- | --------------------------------------------------- |
| デジモンフロンティア （2002年4月7日 - 2003年3月30日） | 金色のガッシュベル!! （2003年4月6日 - 2006年3月26日） | デジモンセイバーズ （2006年4月2日 - 2007年3月25日） |

### DVD
本編のDVDは2003年11月19日から2007年3月21日に発売。50話まで無印、51話から100話が第2シーズン、101話から最終回までが第3シーズンと50話ずつ3シリーズに分かれており各17巻。

## 映画

### スタッフ（映画）
第1作スタッフ
- 監督 - 志水淳児
- キャラクター・デザイン・総作画監督 - 大塚健
- 作画監督 - 渡部圭祐、橋本英樹
- 製作 - 亀井修、高橋浩、亀山千広、東聡、岩切靖治
- 企画 - 都築伸一郎、森下孝三、金田耕司、竹内淳、木村京太郎
- プロデューサー - 油井卓也、関弘美、高瀬敦也、河内史紀子、熊澤秀雄
- 原作 - 雷句誠
- 脚本 - 橋本裕志
- 音楽 - 大谷幸
- 撮影監督 - 高橋基
- 編集 - 片桐公一
- 録音 - 池上信照
- 選曲 - 西川耕祐
- 美術監督 - 渡辺佳人
- スクリプター - 小川真美子
- 音響効果 - 川田清貴
- 助監督 - 畑野森生、池田洋子
- 製作 - 劇場版「金色のガッシュベル!!」製作委員会（小学館、東映アニメーション、フジテレビジョン、バンダイ、読売広告社）

第2作スタッフ
- 監督 - 五十嵐卓哉
- キャラクター・デザイン・総作画監督 - 山室直儀
- 作画監督 - 窪秀巳
- 製作 - 亀井修、高橋浩、亀山千広、本郷武一、雲出幸治
- 企画 - 都築伸一郎、清水慎治、金田耕司、竹内淳、木村京太郎
- 製作総指揮 - 関一由、久保雅一
- プロデューサー - 油井卓也、関弘美、高瀬敦也、河内史紀子、熊澤秀雄
- 原作 - 雷句誠
- 脚本 - 松井亜弥
- 音楽 - 大谷幸
- 撮影監督 - 白鳥友和、高橋基
- 録音 - 池上信照
- 編集 - 西山茂
- 美術監督 - 渡辺佳人
- CG監督 - 吉安徹
- 色彩設計 - 辻田邦夫
- 選曲 - 西川耕祐
- スクリプター - 小川真美子
- 音響効果 - 川田清貴
- 助監督 - 中尾幸彦、木村延景
- 製作 - 劇場版「金色のガッシュベル!!」製作委員会（小学館、東映アニメーション、フジテレビジョン、バンダイ、読売広告社）

### 主題歌（映画）
第1作
オープニングソング「君にこの声が 届きますように」
作詞 - うらん / 作曲・編曲 - 大久保薫 / 歌 - 谷本貴義
テーマソング「涙をふいて」
作詞 - 広沢タダシ / 作曲・編曲 - Sin / 歌 -  上戸彩
挿入歌「黒騎士のテーマ」
作曲 - 大谷幸 / 歌 -  錦織健
第2作
オープニングソング「見えない翼」
作詞・作曲・編曲 - 太田美知彦 / 歌 - 谷本貴義
テーマソング「風をうけて」
作詞・作曲 - Ryoji（fromケツメイシ） / 歌 -  上戸彩

## ゲーム

### 家庭用ゲーム
PS2およびGCソフトはすべてバンダイ、GBAソフトはバンプレストから発売。後に両社ともゲーム事業をバンダイナムコゲームスに移管している。
- 金色のガッシュベル!! うなれ!友情の電撃（GBA：2003年12月12日）
- 金色のガッシュベル!! 友情タッグバトル（PS2：2004年3月25日）
- 金色のガッシュベル!! 魔界のブックマーク（GBA：2004年7月16日）
- 金色のガッシュベル!! 友情タッグバトル フルパワー（GC：2004年8月5日）
- 金色のガッシュベル!! 激闘!最強の魔物達（PS2：2004年12月2日）
- 金色のガッシュベル!! うなれ!友情の電撃2（GBA：2004年12月22日）
- 金色のガッシュベル!! 友情タッグバトル2（PS2、GC：2005年3月24日）
- 金色のガッシュベル!! ザ・カードバトル for GBA（GBA：2005年7月28日）
- 金色のガッシュベル!! うなれ!友情の電撃 ドリームタッグトーナメント（GBA：2005年11月24日）
- 金色のガッシュベル!! ゴー!ゴー!魔物ファイト!!（PS2、GC：2005年12月15日）

### ソーシャルゲーム
- 金色のガッシュ!! ミラクルパートナー（GREE、講談社：2012年12月27日）
- 金色のガッシュ!! 激突!チームバトル（Mobage、講談社：2013年8月21日）
- 金色のガッシュベル!! Golden Memories（enza、バンダイナムコエンターテインメント：2019年3月27日）
- 金色のガッシュベル!! 永遠の絆の仲間たち（iOS/Android、東映アニメーション：2024年1月17日）